# Бартоломей Мацея
Бартоломей Мацея (пол. Bartłomiej Macieja; 4 жовтня 1977, Варшава) — польський шахіст, гросмейстер від 1999 року, чемпіон Європи в особистому заліку 2002 року, багаторазовий медаліст чемпіонатів Польщі.

## Шахова кар'єра

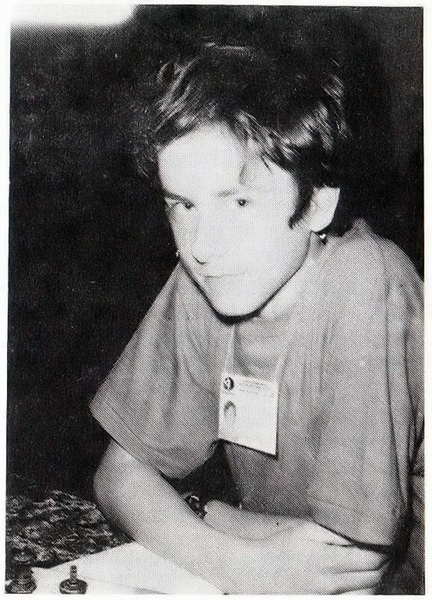
Бартоломей Мацея, чемпіонат світу до 14 років, Варшава 1991

1991 року здобув у Варшаві бронзову нагороду чемпіонату світу серед юнаків до 14 років (позаду Марціна Каміньського i Хельгі Аусса Гретарссона). У 1993 році переміг (разом з Яцеком Гданським) на турнірі Краковія 1993 у Кракові, 1994 року став чемпіоном Польщі до 18 років, 1995 року переміг на міжнародному турнірі в Зліні, a 1996-го — в Будапешті (турнір First Saturday FS02 GM). 1998 року поділив 1-ше місце (разом з Лівіу-Дітером Нісіпяну, Властімілом Бабулою i Золтаном Алмаші) на зональному турнірі (частина циклу чемпіонату світу) в Криниці, 2000 року повторив цей успіх у Будапешті (разом з Йожефом Пінтером, Олександром Черніним, Павелом Блемом i Владиславом Неведничим). Також 2000 року переміг (разом з Їржи Шточеком) у Пряшеві. У 2001 році святкував перемогу на Бермудських островах, а також поділив 1-ше місце (разом з Яном Тімманом) на турнірі за швейцарською системою в Кюрасао. Найвищого успіху в кар'єрі досягнув 2002 року, здобувши в Батумі звання чемпіона Європи в особистому заліку. Того самого року здолав 5:3 Юдіт Полгар у матчі зі швидких шахів що відбувся в Будапешті. 2003 року поділив 2-ге місце (після Олексія Широва, разом з Віктором Корчним) у Рейк'явіку, а також знову переміг у Кюрасао, a 2005-го — на Бемудських островах. 2006 року посів 2-ге місце (позаду Івана Іванішевича) на меморіалі Борислава Костіча. 2007 року поділив 1-ше місце в Гродзиську-Мазовецькому. 2008 року переміг (разом з Люком Ван Велі) на невеликому, але сильному сіяному турнірі у Вольвезі. У 2009 році поділив 1-ше місце на турнірі за круговою системою в Осло (разом з Алоїзасом Квейнісом, Емануелем Бергом, Йоном Людвігом Хаммером i Лейфом Йоханнессеном) а також переміг у Сьюдад-Боліварі. 2010 року поділив 1-ше місце на 2-му міжнародному гросмейстерському шаховому турнірі імені Люблінської унії в Люблінi (разом з Борисом Грачовим i Матеушем Бартелем), а також на 5-му міжнародному шаховому турнірі клубу «Polonia» у Вроцлаві (разом з Радославом Войташеком). 2011 року переміг у мексиканському місті Леоні і на відкритому турнірі у Вроцлаві, також поділив 1-ше місце (разом з Лазаро Брузоном i Сергієм Тівяковим) у Боготі. 2012 року одноосібно переміг у Мехіко. У 2014 році поділив 1-ше місце на турнірах у Санта-Кларі (разом із, зокрема, Антоном Ковальовим i Семюелом Шенкландом), Далласі (разом з Варужаном Акопяном), Варшаві (меморіал Мечислава Найдорфа, разом із, зокрема, Тиграном Петросяном, Володимиром Федосєєвим i Михайлом Красенковим), а також у Ґрінсборо.
Багато разів брав участь у чемпіонатах Польщі (дебют: 1992). 2004 року виборов у Варшаві золоту медаль. П'ять років по тому, у 2009 році в Чотовій, знову виявився найкращим. У своєму доробку має також чотири срібні медалі (1998, 2002, 2008, 2012) i дві бронзові (1999, 2000). Чотири рази стартував на чемпіонаті світу ФІДЕ, який проходив за нокаут-системою:
- 1999 (Лас-Вегас) — в 1-му колі здолав Вадима Мілова, але потім у 2-му раунді програв Рафаелеві Лейтану,
- 2000 (Нью-Делі) — у перших трьох раундах переміг Джонатана Спілмена, Михайла Красенкова] а також Олександра Бєлявського i потрапив до найкращої шістнадцятки світу. У 4-му раунді програв майбутньому переможцеві турніру Вішванатану Ананду,
- 2001/2002 (Москва) — у 1-му колі здолав Бориса Авруха, але у 2-му раунді програв Василеві Іванчуку,
- 2004 (Триполі) — у 1-му раунді поступився Шарунасу Шулскісу.

Крім того, у 2002, 2005 i 2007 роках брав участь у кубку світу, найкращий результат показав 2007 року, де після перемог над Віктором Лазнічкою i Теймуром Раджабовим потрапив до когорти 32 найсильніших шахістів турніру (в 1/16 фіналу програв на дограванні Крішнананові Сашикірану).
Неодноразово грав за збірну Польщі на командних змаганнях, зокрема:
- сім разів на шахових олімпіадах (1998, 2000, 2002, 2004, 2006, 2010, 2012); медаліст: в особистому заліку — срібний (2012 — на 5-й шахівниці)[13]
- чотири рази на командних чемпіонатах Європи (1999, 2003, 2009, 2011); медаліст: в особистому заліку — срібний (2003 — за рейтинговий перформенс)[14].

Багаторазовий медаліст командного чемпіонату Польщі (гравець клубу «Полонія» Варшава): дванадцять разів вигравав золоту медаль (1996, 1999—2006, 2009, 2011, 2012), п'ять разів срібну (1992, 1993, 1997, 1998, 2007) а також двічі бронзову (1995, 2008). Також тричі вигравав суперкубок Польщі в командному заліку (2001, 2003, 2004). Також за той самий клуб п'ять разів вигравав срібні медалі клубного кубку Європи (1997, 1999, 2001, 2003 i 2005), а також одну бронзову (2002).
Найвищий рейтинг Ело дотепер мав станом на 1 січня 2004 року, досягнувши 2653 пунктів, посідав тоді 40-е місце в світовій класифікації ФІДЕ, водночас посідав 1-ше місце серед польських шахістів.

## Особисте життя

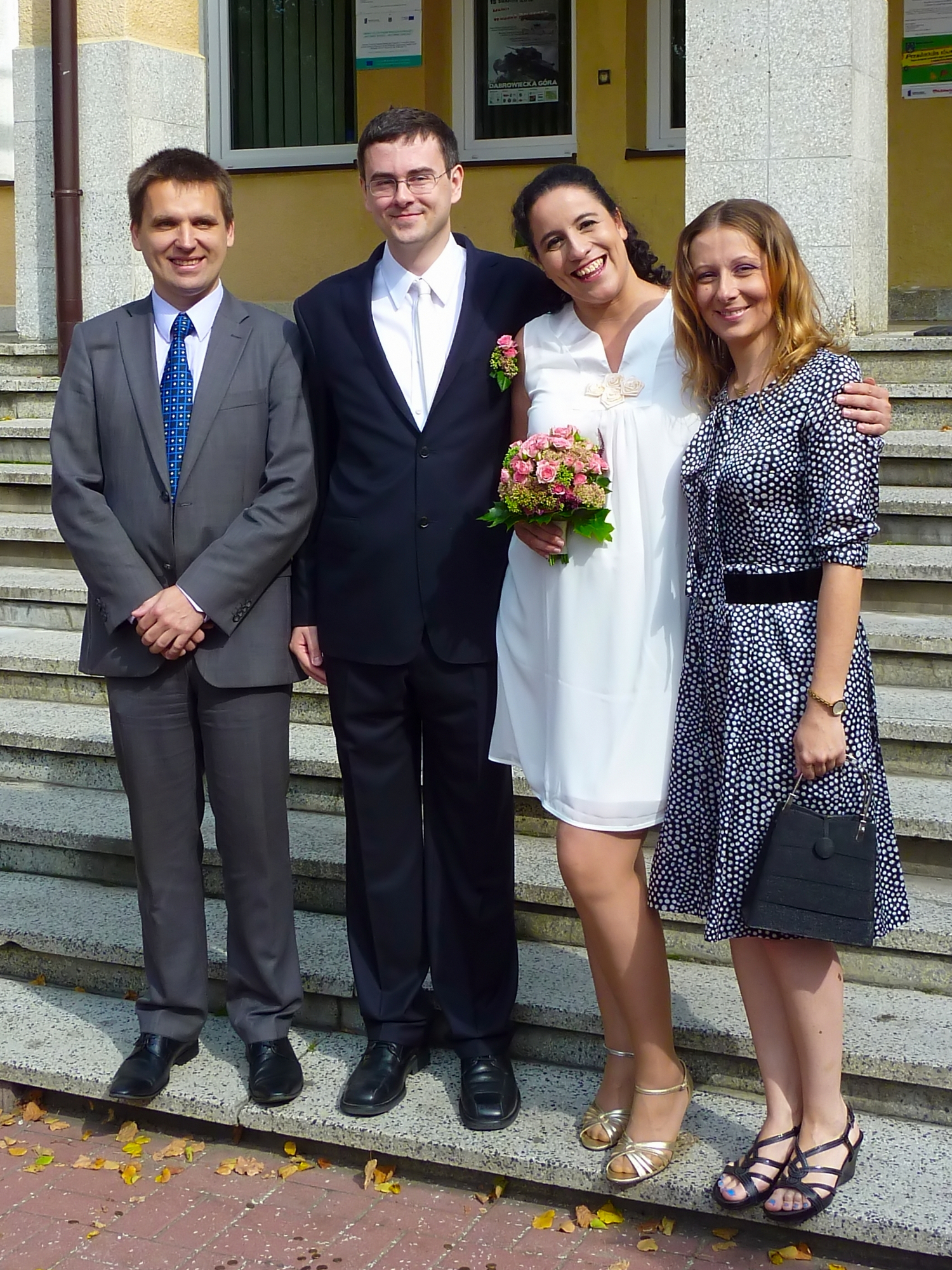
Александра Герреро Родрігес і Бартоломей Мацея разом зі свідками шлюбу

18 серпня 2012 уклав шлюб з мексиканською шахісткою Алехандрою Герреро Родрігес. Свідками на шлюбі було подружжя гросмейстерів Моніка і Бартош Соцко.

## Інша інформація
- його тренерами були Томаш Ліссовський, Адам Умятовський, Ромуальд Громбчевський, Роберт Бугайський, Юзеф Петкевич, Михайло Кислов, Ратмір Холмов і Віталій Цешковський
- першим серед гравців, які народились у Польщі, перетнув межу 2600 пунктів рейтингу Ело (у квітні 2001 року)
- грав із сімома чемпіонами світу: Анатолієм Карповим, Гаррі Каспаровим, Олександром Халіфманом, Вішванатаном Анандом, Русланом Пономарьовим, Рустамом Касимджановим i Веселином Топаловим
- співавтор книги Zagadka Kieseritzky'ego (разом з Томашем Ліссовським)
- згідно з громадським опитуванням, яке провела газета Gazeta Wyborcza, потрапив до Люди року 2000
- 2000 i 2002 — вибраний до когорти 10 найсильніших спортсменів Варшави
- 2002 — вибраний до когорти 30 найсильніших спортсменів Польщі
- у 2004—2007 роках — секретар Асоціації шахових професіоналів (АШП)
- 2007 року під час турніру у Вірменії удостоєний золотої медалі Тиграна Великого за «надихаючі зусилля з розвитку шахів у світі й участь у міжнародному шаховому турнірі Lake Sevan 2007».
- хобі: комп'ютер, Інтернет, баскетбол, теніс, настільний теніс

## Зміни рейтингу
| На цьому місці має відображатися графік чи діаграма, однак з технічних причин його відображення наразі вимкнено. Будь ласка, не видаляйте код, який викликає це повідомлення. Розробники вже працюють для того, щоби відновити штатне функціонування цього графіка або діаграми. | |
| | На цьому місці має відображатися графік чи діаграма, однак з технічних причин його відображення наразі вимкнено. Будь ласка, не видаляйте код, який викликає це повідомлення. Розробники вже працюють для того, щоби відновити штатне функціонування цього графіка або діаграми. |